# Batad

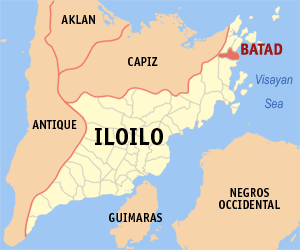
Bản đồ Iloilo với vị trí của Batad

Batad là một đô thị hạng 5 ở tỉnh Iloilo, Philippines. Theo điều tra dân số năm 2000 của Philipin, đô thị này có dân số 17.009 người trong 3.254 hộ.

## Các đơn vị hành chính
Batad được chia ra 24 barangay.
| - Alapasco - Alinsolong - Banban - Batad Viejo - Binon-an - Bolhog - Bulak Norte - Bulak Sur - Cabagohan - Calangag - Caw-i - Drancalan | - Embarcadero - Hamod - Malico - Nangka - Pasayan - Poblacion - Quiazan Florete - Quiazan Lopez - Salong - Santa Ana - Tanao - Tapi-an |